# Harold Keck

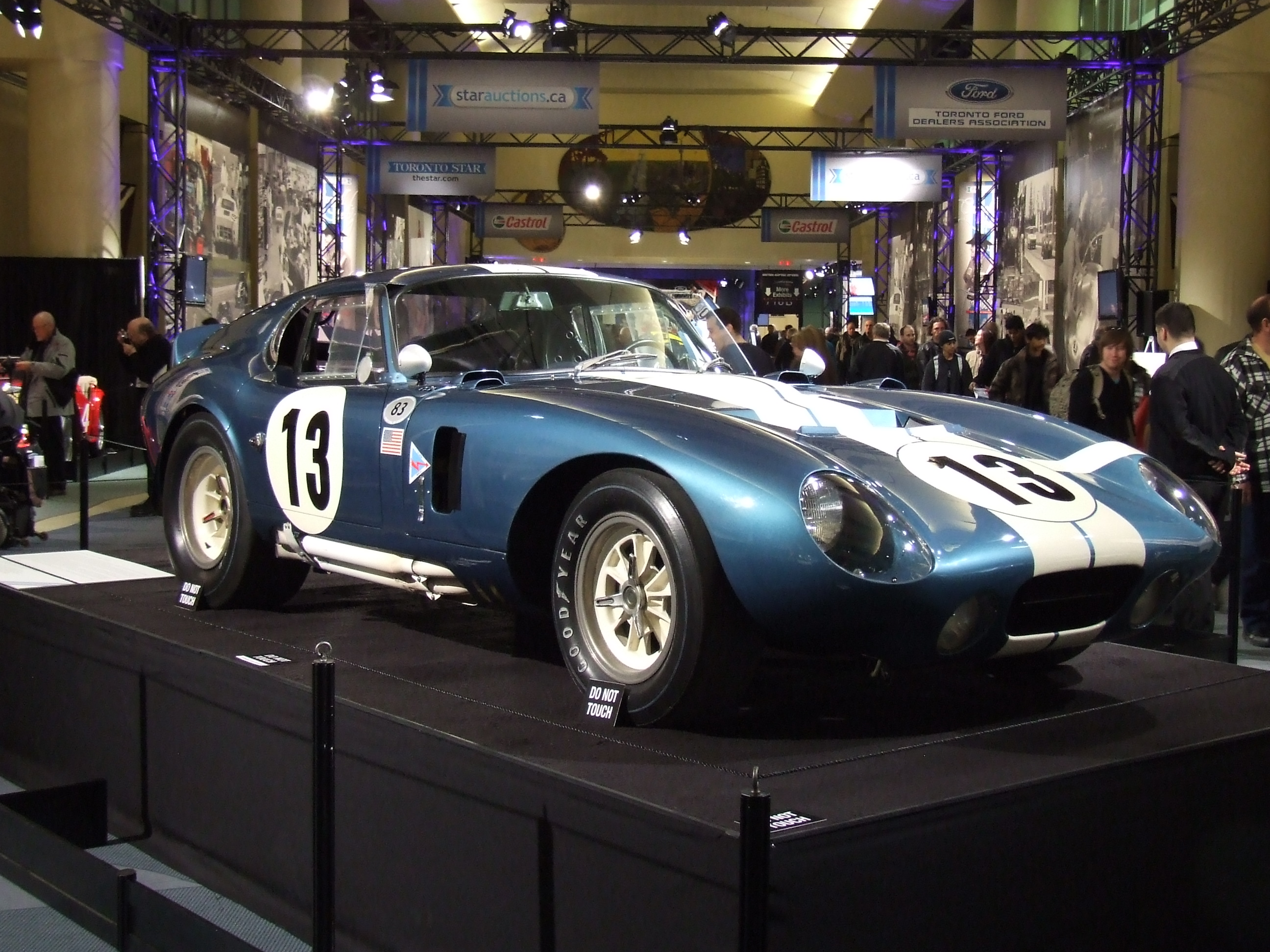
Der Shelby Daytona mit dem Jo Schlesser, Bob Johnson und Harold Keck den zweiten Rang beim 2000-km-Rennen von Daytona 1965 erreichten

Harold „Hal“ Keck (* 20. Februar 1931 in Fountain Hill; † 8. Januar 2007) war ein US-amerikanischer Autorennfahrer.

## Karriere
Harold Keck diente im Koreakrieg in den Streitkräften der Vereinigten Staaten und geriet in Kriegsgefangenschaft. Zwischen 1959 und 1974 war er im nordamerikanischen GT- und Sportwagensport aktiv. Mitte der 1960er-Jahre wurde er als Mister Cobra bekannt, da er beinahe alle seine Erfolge auf AC Cobras einfuhr. 1965 gewann er mit den Partnern Jo Schlesser und Bob Johnson auf einem Shelby Cobra Daytona Coupe die Klasse der GT-Wagen über 3 Liter Hubraum beim 2000-km-Rennen von Daytona 1965 und erreichte dabei hinter Ken Miles und Lloyd Ruby (Ford GT40) den zweiten Gesamtrang. Im selben Jahr siegte er beim 500-Meilen-Rennen von Watkins Glen.
Sein einziger Einsatz beim 12-Stunden-Rennen von Sebring endete 1964 mit dem achten Gesamtrang.

## Statistik

### Sebring-Ergebnisse
| Jahr | Team             | Fahrzeug           | Teamkollege  | Platzierung | Ausfallgrund |
| ---- | ---------------- | ------------------ | ------------ | ----------- | ------------ |
| 1964 | Hellerton Motors | Shelby Cobra Coupe | Robert Scott | Rang 8      |              |

### Einzelergebnisse in der Sportwagen-Weltmeisterschaft
| Saison | Team                         | Rennwagen      | 1   | 2   | 3   | 4   | 5   | 6   | 7   | 8   | 9   | 10  | 11  | 12  | 13  | 14  | 15  | 16  | 17  | 18  | 19  | 20  |
| ------ | ---------------------------- | -------------- | --- | --- | --- | --- | --- | --- | --- | --- | --- | --- | --- | --- | --- | --- | --- | --- | --- | --- | --- | --- |
| 1964   | Hellerton Motors Harold Keck | AC Cobra       | DAY | SEB | TAR | MON | SPA | CON | NÜR | ROS | LEM | REI | FRE | CCE | RTT | SIM | NÜR | MON | TDF | BRI | BRI | PAR |
| 1964   | Hellerton Motors Harold Keck | AC Cobra       |     | 8   |     |     |     |     |     |     |     |     |     |     |     |     |     |     |     |     | DNF |     |
| 1965   | Shelby American              | Shelby Daytona | DAY | SEB | BOL | MON | MON | RTT | TAR | SPA | NÜR | MUG | ROS | LEM | REI | BOZ | FRE | CCE | OVI | NÜR | BRI | BRI |
| 1965   | Shelby American              | Shelby Daytona | 2   |     |     |     |     |     |     |     |     |     |     |     |     |     |     |     |     |     |     |     |
| 1966   | Scuderia Bear                | AC Cobra       | DAY | SEB | MON | TAR | SPA | NÜR | LEM | MUG | CCE | HOK | SIM | NÜR | ZEL |     |     |     |     |     |     |     |
| 1966   | Scuderia Bear                | AC Cobra       | DNF |     |     |     |     |     |     |     |     |     |     |     |     |     |     |     |     |     |     |     |